# Роттер, Иосиф
Иосиф Роттер — немецкий художник, живший во второй половине XIX — начале XX вв.
Учился в Венской академии изобразительных искусств. Некоторое время жил в Тифлисе, где рисовал карикатуры в выходивших здесь журналах.

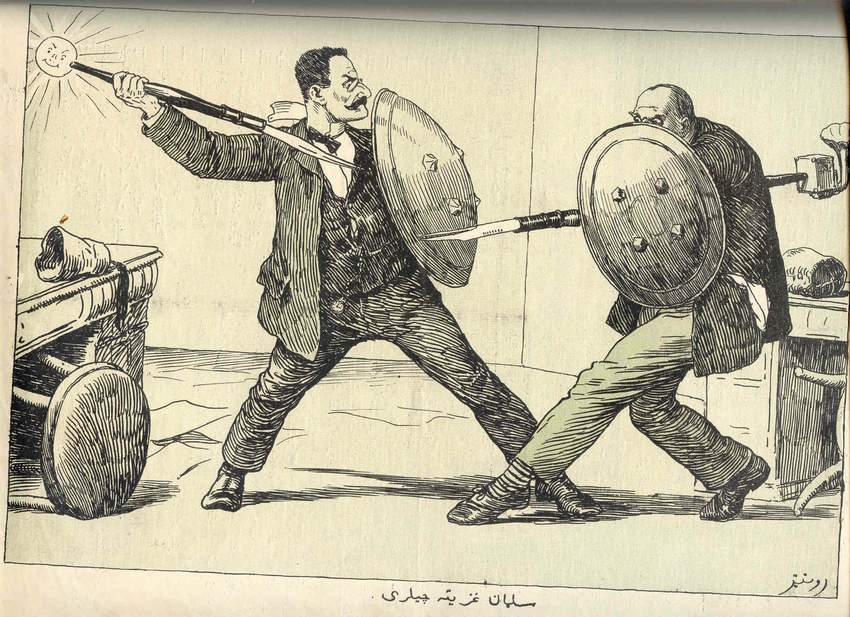
«Мусульманские газетчики». Карикатура из журнала «Молла Насреддин» (№ 34, 1910)

С 1906 по 1914 год работал в журнале «Молла Насреддин», выходившем в городе на азербайджанском языке. Вместе с Оскаром Шмерлингом Роттер рисовал иллюстрации и острые кариткатуры к фельетонам из журнала («Молитва», «Лжеучёные», «Сельский ясаул вне сезона и в Мухаррам», «Шейх и саранчи»). Выполнил иллюстрации к дастану о Рустаме и Сухрабе из поэмы Фирдоуси «Шахнаме», а также для журнала «Хатабала» и к ряду армянских сказок.